# Stylez G. White
Pour les articles homonymes, voir White.
(en) Statistiques sur pro-football-reference
Stylez G. White, né Gregory Alphonso White Jr (né le 25 juillet 1979 à Newark) est un joueur américain de football américain et d'arena football. Il joue actuellement avec les Destroyers de Virginie, évoluant en United Football League.

## Carrière

### Université
White étudie à l'université du Minnesota où il intègre l'équipe de football américain des Golden Gophers.

### Professionnel
Gregory White est sélectionné au septième tour du draft de la NFL de 2002 par les Texans de Houston au 229e choix. Néanmoins, il va être libéré par les Texans et pendant quatre ans va enchaîner les équipes sans pour autant s'imposer dans les différentes équipes de la ligue professionnelle.
En janvier 2006, il signe avec les Predators d'Orlando en Arena Football League où il va prouver ses facultés dans la ligne défensive en faisant quinze sacks lors de la saison 2007, battant ainsi le record en une saison pour un joueur en AFL. Cela va lui permettre de remporter le titre de joueur défensif de la saison AFL 2007. Alors que les Predators se font éliminer lors des play-offs 2007, Jay Gruden, ayant remarqué White suggère ce joueur à son frère Jon Gruden, alors entraîneur des Buccaneers de Tampa Bay. Le head coach des Buccs décide alors de l'inviter au camp d'entraînement de l'équipe mais il ne reste pas longtemps. Il est rappelé peu de temps après lorsque Simeon Rice est libéré avant le début de saison, la blessure de Patrick Chukwurah et le fait que Gaines Adams n'était pas vraiment prêt pour le poste.
Lors d'un match contre les Falcons d'Atlanta, il sacke Byron Leftwich à plusieurs reprises et Leftwich perd à deux reprises le ballon (fumble), dont un qui sera récupéré par Ronde Barber qui retournera le fumble en touchdown.
Lors de la off-season 2008, les dirigeants lui font signer un nouveau contrat d'un an d'une valeur de 370 000 dollars avant de signer un autre contrat quelques mois plus tard, le 15 septembre 2008, d'une durée de trois ans d'une valeur de 2,845 millions de dollars. Le 15 décembre 2008, il change legalement son nom en Stylez G. White 
, accepté par la Hillsborough County Circuit Court. Le joueur déclarera plus tard qu'il avait changé son nom après avoir été inspiré par le film Teen Wolf de 1985.
Après une nouvelle saison 2008 comme remplaçant, il commence à devenir titulaire en 2009 avant d'être un titulaire durant toute la saison en 2010 mais ses performances déçoivent et son contrat n'est pas prolongé.
Le 22 août 2011, il signe avec les Vikings du Minnesota durant la pré-saison avant d'être libéré quelques jours plus tard le 2 septembre. Le 12 octobre, il signe avec les Destroyers de Virginie en United Football League et va remporter lors de cette saison le titre de champion de la ligue.

## Palmarès
- Équipe des rookies de l'AFL 2006
- Équipe de l'AFL 2007
- Joueur de ligne de l'AFL 2007
- Joueur défensif de l'AFL 2007
- Champion UFL 2011